# Vettura compact
Una vettura compact è una autovettura le cui dimensioni la rendono più piccola di una vettura mid-size ma più grande di una subcompact. Di solito hanno un passo compreso tra i 2,54 e i 2,67 m o, in base al volume interno dell'abitacolo, una capacità tra i 2.800 e i 3.000 litri.

## Storia e descrizione

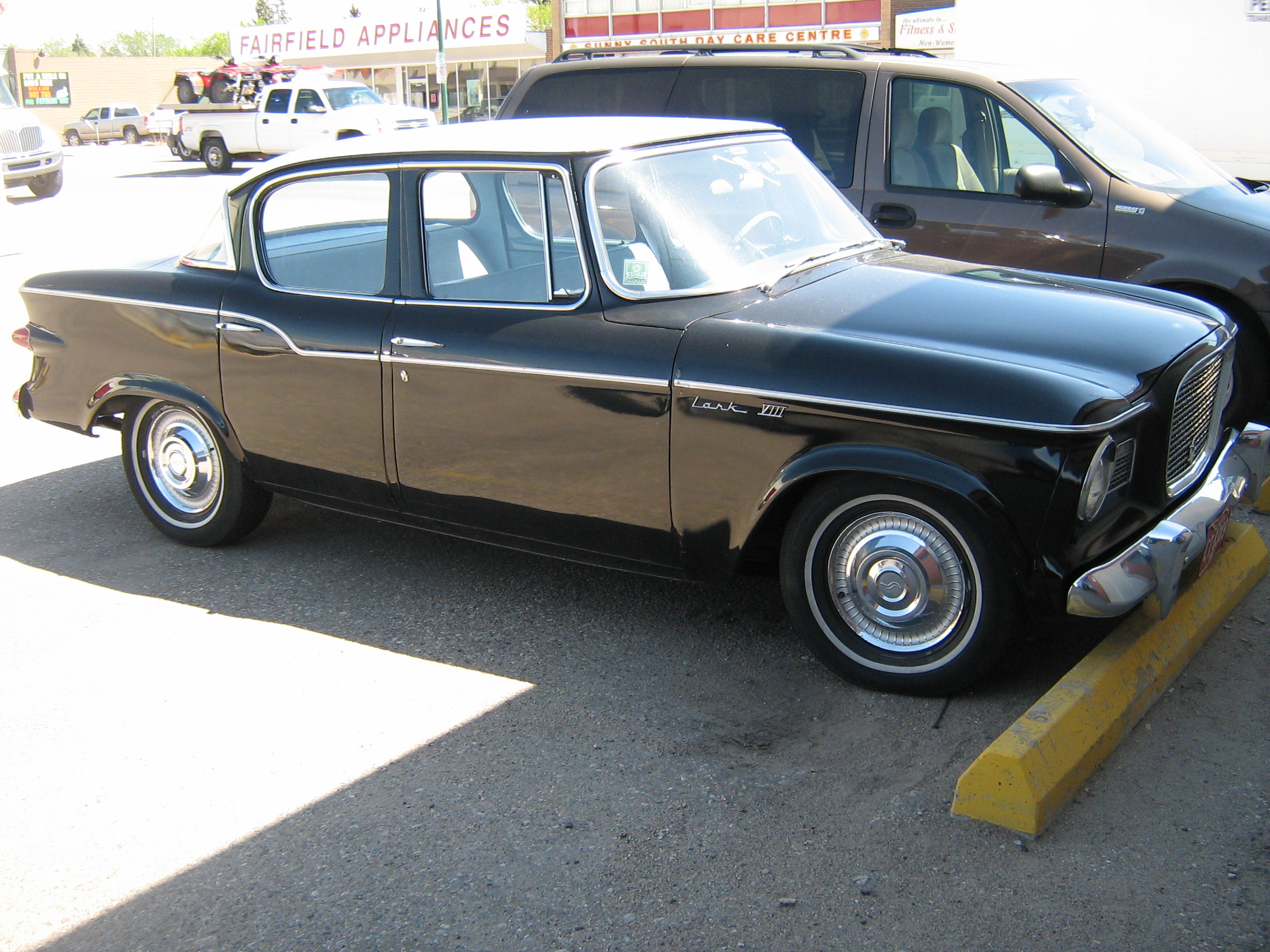
Uno dei primi esempi di vettura compact, la Studebaker Lark degli anni 60

Questa tipologia di vetture venne creata negli USA tra gli anni 1959 e 1960 con la presentazione delle Studebaker Lark, Rambler American, Chevrolet Corvair, Ford Falcon e la Plymouth Valiant, tutte vetture che fecero la loro apparizione sul mercato in rapida successione. 

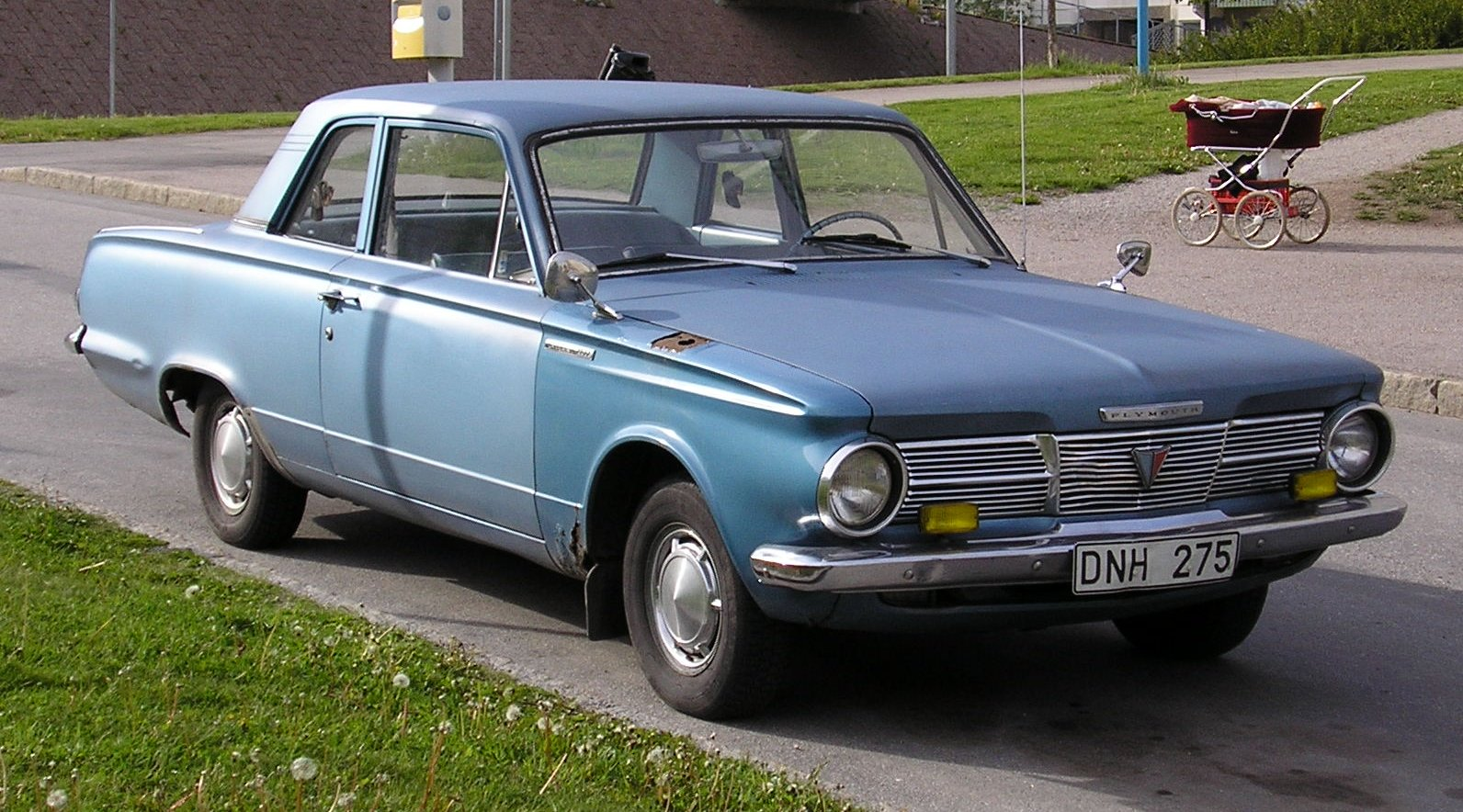
Un classico esempio di vettura compact degli anni sessanta, la Plymouth Valiant

Dopo pochi anni però le compact car diedero vita ad una nuova ulteriore classe quella delle Pony car, nome che venne creato dopo la comparsa della Ford Mustang che era basata sulla Falcon.
Durante gli anni sessanta la compact era la classe di auto di dimensioni più piccole ma nel decennio successivo le Case automobilistiche introdussero una nuova classe di vetture, la subcompact, con dimensioni minori della compact.
Oggi, con la generale riduzione delle dimensioni di tutti i veicoli, la rigida suddivisione in classe si è attenuata e le vetture compact sono riconoscibili solo per essere vetture dalle dimensioni minori di quelle delle vetture di classe media, con riferito sempre agli USA, ma più grandi delle vetture più piccole presenti sul mercato.
Esempi di compact car sono la Chrysler Cirrus e la Chevrolet Cavalier. Il termine viene utilizzato anche per identificare i SUV di minori dimensioni quali il Ford Escape.

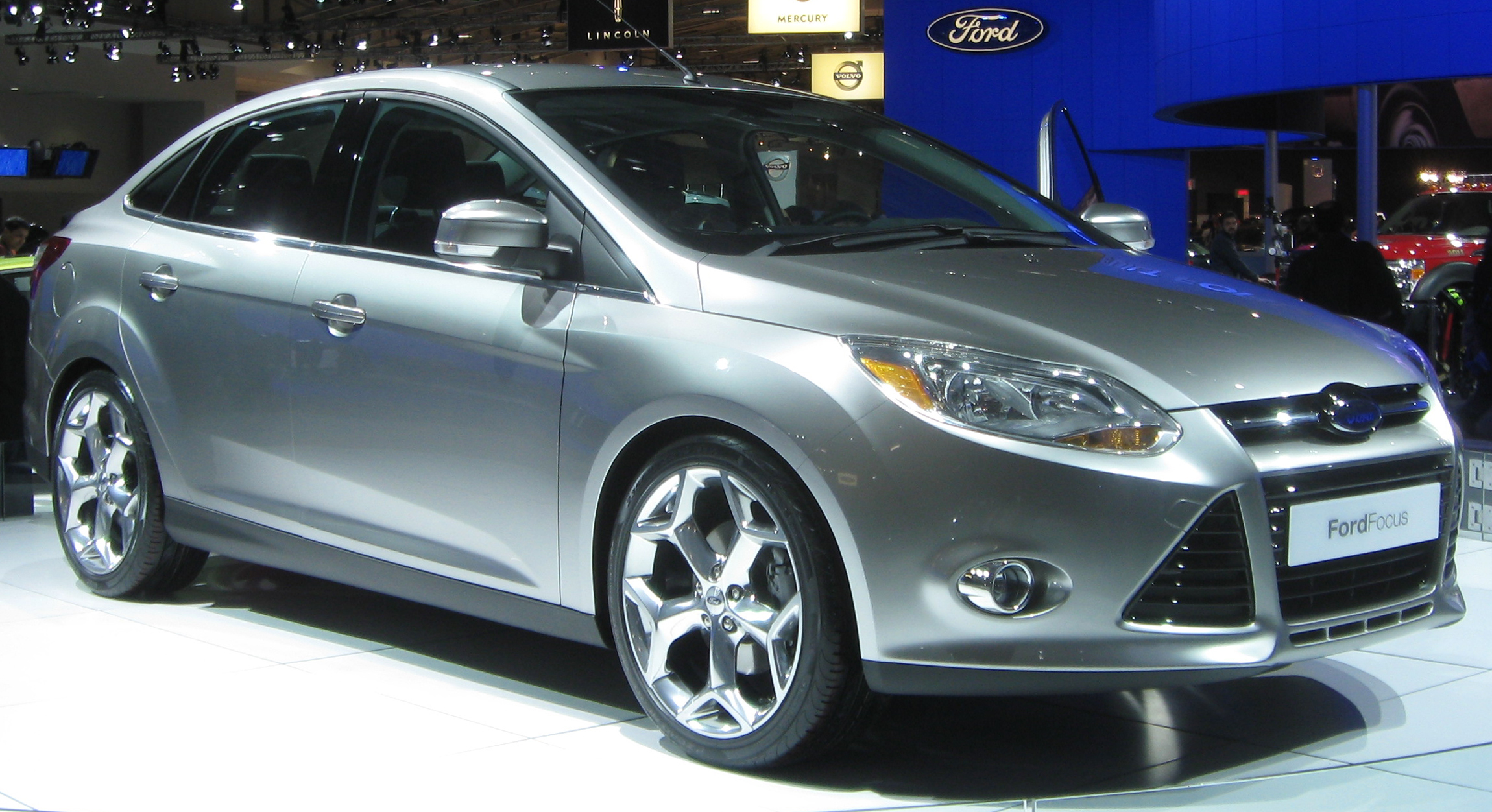
Ford Focus Sedan, esempio di vettura compact moderna

Il termine non viene usato molto in Europa dove i veicoli tendono ad avere dimensioni minori e un sistema di classificazione differente da quello statunitense.